# 말레나
《말레나》(이탈리아어: Malèna)는 주세페 토르나토레 감독이 연출한 2000년 이탈리아의 시대극 로맨틱 드라마 영화이다. 모니카 벨루치, 주세페 술파로 등이 출연했다. 제2차 세계 대전 시기의 시칠리아를 배경으로, 미녀 말레나의 비극적 삶과 그를 바라보는 사춘기 소년의 시선을 다룬다.
제73회 아카데미상에서 촬영상과 주제가상 후보에 올랐다.

## 줄거리
1940년 시칠리아의 작은 마을에 사는 12살 소년 레나토는 남편을 제2차 세계 대전 전장에 보낸 아름다운 말레나를 보자마자 그녀에게 사로잡힌다. 말레나는 모든 마을 남성들이 욕망하는 대상이며 여자들은 그녀를 질시한다.
말레나는 남편이 전사했다는 소식을 받은 뒤 억울한 추문에 휩싸인다. 마을 전체가 말레나를 멸시하며 일자리에 전혀 써 주려고 하지 않자 기댈 곳 없는 말레나는 빈곤에 시달린 끝에 몸을 파는 처지로 전락한다.

## 출연진
- 모니카 벨루치 - 마달레나 “말레나” 스코르디아 역
- 주세페 술파로 - 레나토 아모로소 역
- 루차노 페데리코 - 레나토의 아버지 역
- 마틸데 피아나 - 레나토의 어머니 역
- 피에트로 노타리안니 - 본시뇨레 선생 역
- 가에타노 아로니카 - 안토니노 “니노” 스코르디아 역
- 질베르토 이도네아 - 첸토르비 변호사 역
- 피포 프로비덴티 - 쿠시마노 의사 역
- 마리아 테라노바 - 쿠시마노 부인 역
- 마르첼로 카탈라노 - 카데이 중위 역
- 가브리엘라 디루치오 - 남작의 정부 역
- 엘리사 모루치 - 루페타 역

## 기타 제작진
- 라인 제작: 마리오 코토네
- 미술: 프란체스코 프리제리
- 의상: 마우리치오 밀레노티

## 우리말 녹음
KBS 성우진 (2002년 12월 22일)
- 이선 - 말레나(모니카 벨루치)
- 유동균 - 레나토(주세페 술파로)
- 황원
- 임수아
- 성선녀
- 박신영
- 이윤선
- 황정란
- 김준
- 성창수
- 임성표
- 김혜미
- 문관일
- 김우정
- 임진응
- 사성웅